# Shigenori Togo
Shigenori Togo, född 1883, död 1950, var en japansk politiker. Togo var ambassadör både i Berlin och Moskva innan han i oktober 1941 tillträdde som utrikesminister i den japanska militärregeringen. Han förde de misslyckade förhandlingarna med USA vilket strax senare ledde till japanska krigsangreppet mot Pearl Harbor den 7 december 1941. 
Efter oenighet med premiärministern och krigsministern Hideki Tojo avgick han ett år senare för att återigen tillträda i april 1945 som utrikesminister och minister för de ockuperade områdena. Efter krigsslutet dömdes Togo 1948 som krigsförbrytare av de allierades krigsdomstol till 20 års fängelse.